# Pat Quinn
Patrick Joseph Quinn (n. el 16 de desembre de 1948) és el 41è Governador d'Illinois i membre del Partit Demòcrata dels Estats Units. Quinn es va convertir en governador d'Illinois el 29 de gener de 2009, després que el seu predecessor Rod Blagojevich, fos objecte d'un judici polític.